# Mistrzostwa Europy w Lekkoatletyce 1966 – bieg na 80 m przez płotki kobiet

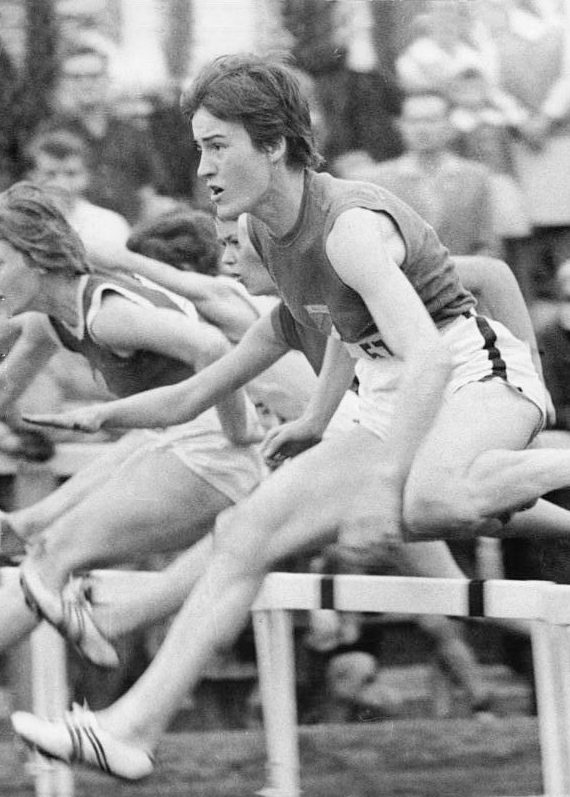
Karin Balzer

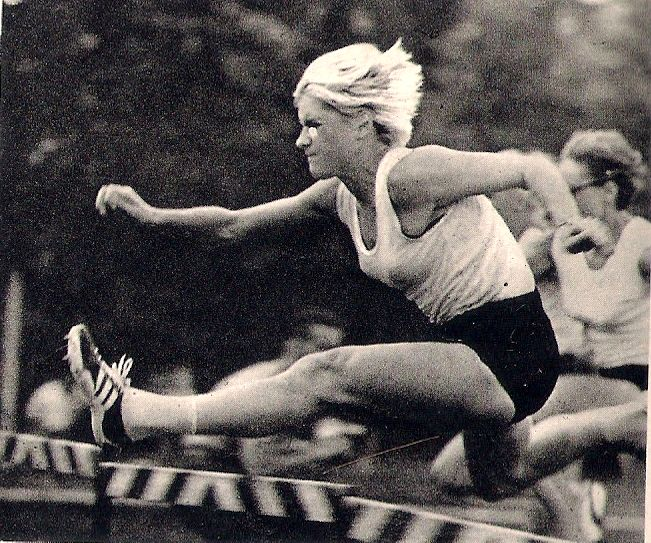
Elżbieta Bednarek

Bieg na dystansie 80 metrów przez płotki kobiet był jedną z konkurencji rozgrywanych podczas VIII Mistrzostw Europy w Budapeszcie. Biegi eliminacyjne zostały rozegrane 2 września, biegi półfinałowe 3 września, a bieg finałowy 4 września 1966 roku. Zwyciężczynią tej konkurencji została reprezentantka NRD Karin Balzer. W rywalizacji wzięło udział dwadzieścia sześć zawodniczek z szesnastu reprezentacji. Był to ostatni raz, kiedy rozegrano tę konkurencję na mistrzostwach Europy. Począwszy od mistrzostw w 1969 lekkoatletki rywalizują na dystansie 100 metrów przez płotki.

## Rekordy
| Rekord świata     | Irina Press (SUN)   | 10,3 | Tbilisi, ZSRR       | 24.10.1965 |
| Rekord Europy     | Irina Press (SUN)   | 10,3 | Tbilisi, ZSRR       | 24.10.1965 |
| Rekord mistrzostw | Teresa Ciepły (POL) | 10,6 | Belgrad, Jugosławia | 16.09.1962 |

## Wyniki

### Eliminacje
Bieg 1
| Miejsce | Zawodniczka       | Czas | Uwagi |
| ------- | ----------------- | ---- | ----- |
| 1       | Karin Balzer      | 10,9 | Q     |
| 2       | Karin Frisch      | 10,9 | Q     |
| 3       | Vlasta Přikrylová | 11,1 | Q     |
| 4       | Wiera Korsakowa   | 11,2 | Q     |
| 5       | Magalì Vettorazzo | 11,2 |       |
| 6       | Pat Pryce         | 11,2 |       |
| 7       | Françoise Masse   | 11,5 |       |
| 8       | Melek Aydınoğlu   | 12,4 |       |

Bieg 2
| Miejsce | Zawodniczka         | Czas | Uwagi |
| ------- | ------------------- | ---- | ----- |
| 1       | Danuta Straszyńska  | 10,9 | Q CR  |
| 2       | Danièle Guéneau     | 11,1 | Q     |
| 3       | Rimma Łarionowa     | 11,1 | Q     |
| 4       | Regina Hofer        | 11,2 | Q     |
| 5       | Maxine Botley       | 11,4 |       |
| 6       | Mária Pethö         | 11,6 |       |
| 7       | Charoula Sasagianni | 12,1 |       |

Bieg 3
| Miejsce | Zawodniczka        | Czas | Uwagi |
| ------- | ------------------ | ---- | ----- |
| 1       | Elżbieta Bednarek  | 10,7 | Q     |
| 2       | Inge Schell        | 10,8 | Q     |
| 3       | Gundula Diel       | 11,0 | Q     |
| 4       | Rita van Slooten   | 11,1 | Q     |
| 5       | Sirkka Norrlund    | 11,1 |       |
| 6       | Alena Hiltscherová | 11,2 |       |
| 7       | Marijana Lubej     | 11,6 |       |

Bieg 4
| Miejsce | Zawodniczka    | Czas | Uwagi |
| ------- | -------------- | ---- | ----- |
| 1       | Renate Balck   | 10,9 | Q     |
| 2       | Nilija Kulkowa | 10,9 | Q     |
| 3       | Meta Antenen   | 11,2 | Q     |
| 4       | Sneżana Żałowa | 11,3 | Q     |

### Półfinały
Półfinał 1
| Miejsce | Zawodniczka       | Czas | Uwagi |
| ------- | ----------------- | ---- | ----- |
| 1       | Renate Balck      | 10,8 | Q     |
| 2       | Elżbieta Bednarek | 10,9 | Q     |
| 3       | Inge Schell       | 10,9 | Q     |
| 4       | Gundula Diel      | 11,1 | Q     |
| 5       | Vlasta Přikrylová | 11,1 |       |
| 6       | Rimma Łarionowa   | 11,2 |       |
| 7       | Sneżana Żałowa    | 11,2 |       |
| –       | Meta Antenen      | DNS  |       |

Półfinał 2
| Miejsce | Zawodniczka        | Czas | Uwagi |
| ------- | ------------------ | ---- | ----- |
| 1       | Danuta Straszyńska | 10,8 | Q     |
| 2       | Karin Frisch       | 10,8 | Q     |
| 3       | Karin Balzer       | 10,9 | Q     |
| 4       | Nilija Kulkowa     | 10,9 | Q     |
| 5       | Danièle Guéneau    | 11,1 |       |
| 6       | Rita van Slooten   | 11,1 |       |
| 7       | Wiera Korsakowa    | 11,1 |       |
| 8       | Regina Hofer       | 11,2 |       |

### Finał
| Miejsce | Zawodniczka        | Czas |
| ------- | ------------------ | ---- |
| 1       | Karin Balzer       | 10,7 |
| 2       | Karin Frisch       | 10,7 |
| 3       | Elżbieta Bednarek  | 10,7 |
| 4       | Renate Balck       | 10,7 |
| 5       | Inge Schell        | 10,8 |
| 6       | Nilija Kulkowa     | 10,9 |
| 7       | Danuta Straszyńska | 10,9 |
| 8       | Gundula Diel       | 11,0 |